# Maxwell Rosenlicht
Maxwell Alexander Rosenlicht (Brooklyn, 15 de abril de 1924 — Havaí, 22 de janeiro de 1999) foi um matemático estadunidense.
Conhecido por seus trabalhos em geometria algébrica, grupos algébricos e álgebra diferencial.
Rosenlicht frequentou a escola em Brooklyn (Erasmus High School) e estudou na Universidade Columbia (B.A. 1947) e doutorou-se na Universidade Harvard em 1950, orientado por Oscar Zariski, com a tese Equivalence Concepts on an Algebraic Curve. Em 1952 foi para a Universidade Northwestern. Foi em seguida professor da Universidade da Califórnia em Berkeley, onde permaneceu até aposentar-se em 1991. Foi professor visitante na Cidade do México, no Institut des Hautes Études Scientifiques, Roma, Leiden e Universidade Harvard.
Em 1960 recebeu juntamente com Serge Lang o Prêmio Cole de Álgebra, por seu trabalho sobre Jacobianos generalizados.

## Publicações
- Liouville’s Theorem on Functions with Elementary Integrals. Pacific Journal of Mathematics, 24(1):153–161, 1968.
- Introduction to Analysis. Glenview: Scott, Foresman. 1968
- «Integration in Finite Terms». American Mathematical Monthly. 79: 963–972. 1972